# Hervorragender Wissenschaftler des Volkes
Hervorragender Wissenschaftler des Volkes (en español: Destacados Científicos del Pueblo) era un título honorífico y medalla estatal que se otorgaba en la República Democrática Alemana (RDA). Fue creado por el Ministro-presidente Otto Grotewohl el 8 de noviembre de 1951. La primera entrega se realizó en 1952.

## Bases y entrega
El premio se otorgaba a científicos que habían prestado servicios destacados en la investigación o enseñanza de las ciencias naturales, tecnología, medicina, agricultura, silvicultura, ciencias sociales y la lingüística, y que hubieran contribuido al desarrollo de la ciencia al servicio de la paz. El título lo podía recibir cualquier científico sin importar su país de origen.
Se entregaba todos los años el 7 de octubre, coincidiendo con el Día de la República. Hasta 1960 lo entregó el presidente de la RDA Wilhelm Pieck, y después de su muerte se encargó el Consejo de Ministros de la República Democrática Alemana. Además de una medalla, se entregaba una cantidad de 40 000 marcos.